# Dallas (hrabstwo Barron)
Dallas – miasto w Stanach Zjednoczonych, w stanie Wisconsin, w hrabstwie Barron.